# Plattvial
Plattvial (Lathyrus sativus) är en ärtväxtart som beskrevs av Carl von Linné. Enligt Catalogue of Life ingår Plattvial i släktet vialer och familjen ärtväxter, men enligt Dyntaxa är tillhörigheten istället släktet vialer och familjen ärtväxter. Arten förekommer tillfälligt i Sverige, men reproducerar sig inte. Inga underarter finns listade i Catalogue of Life.

## Bildgalleri

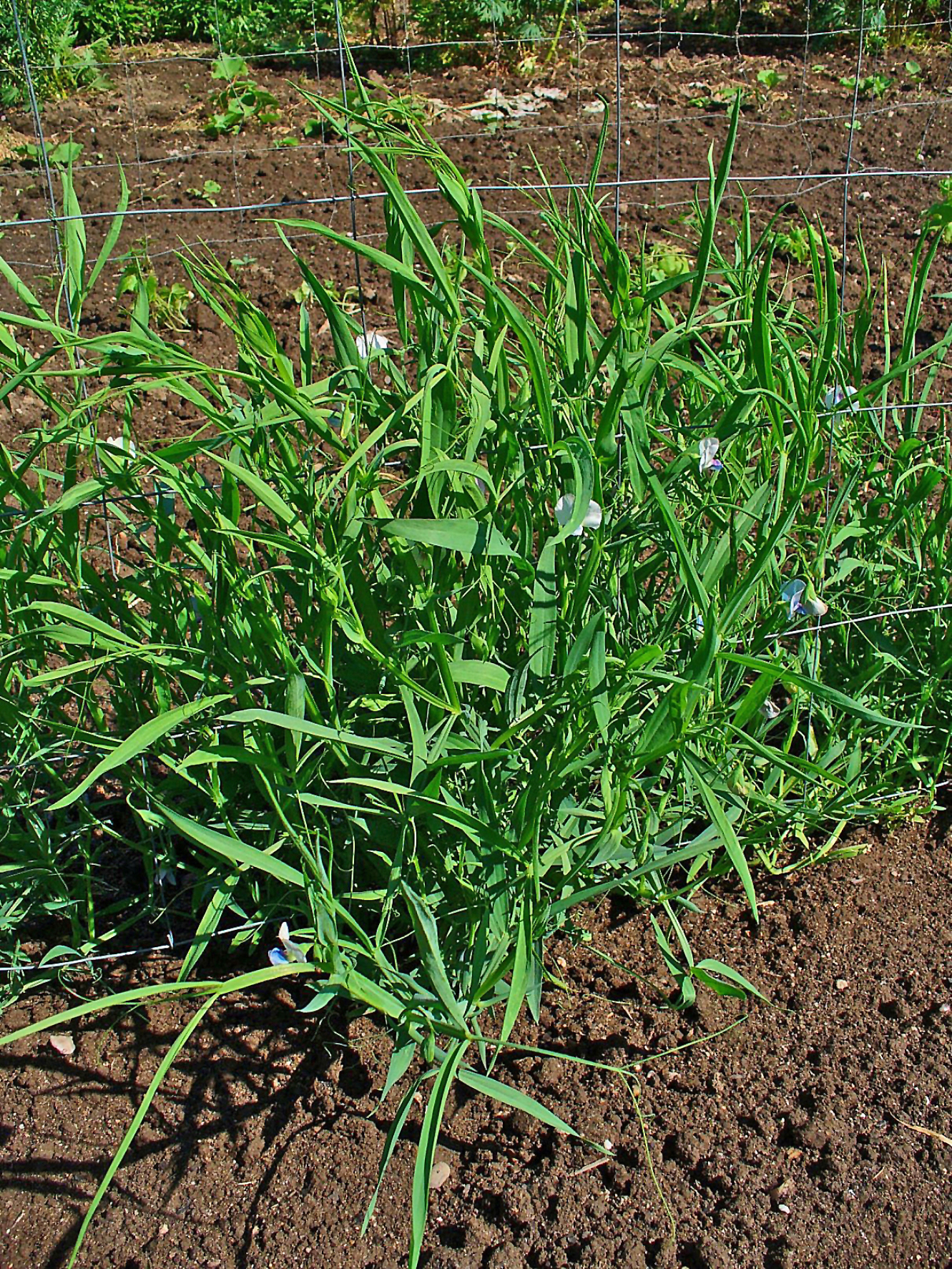
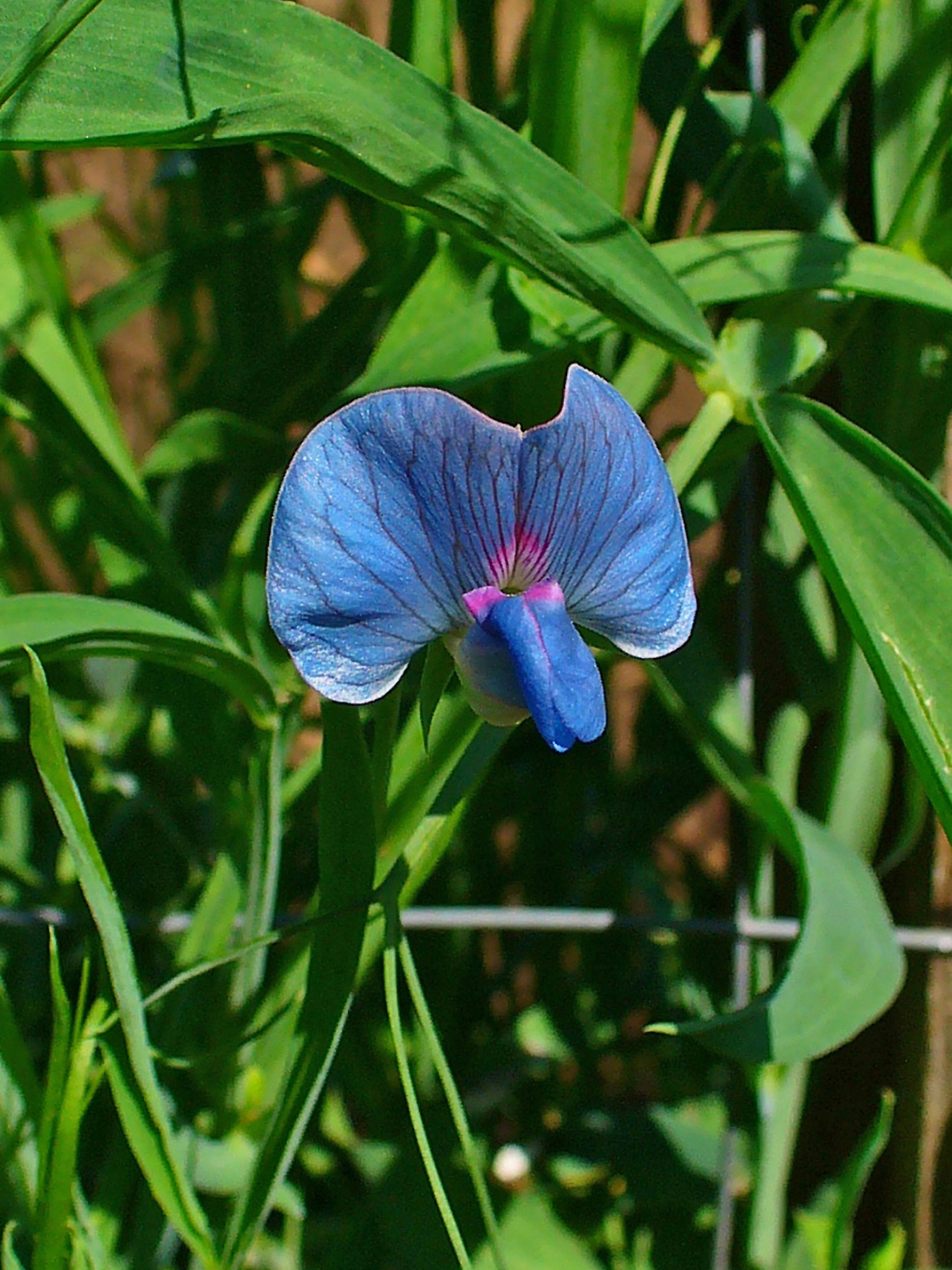
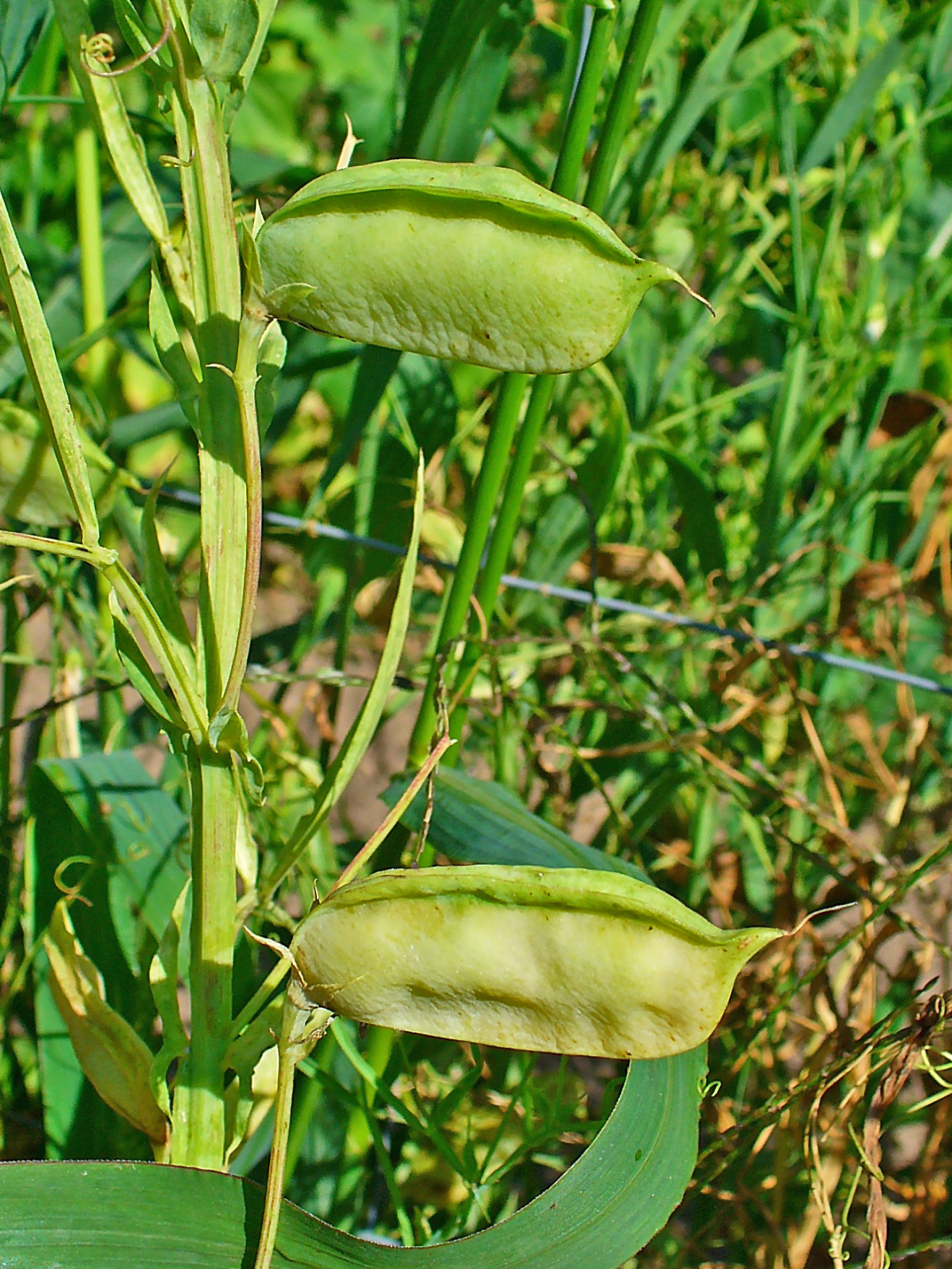
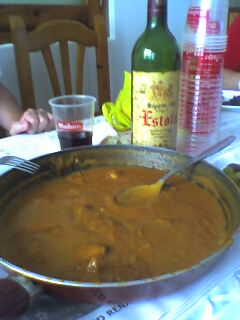
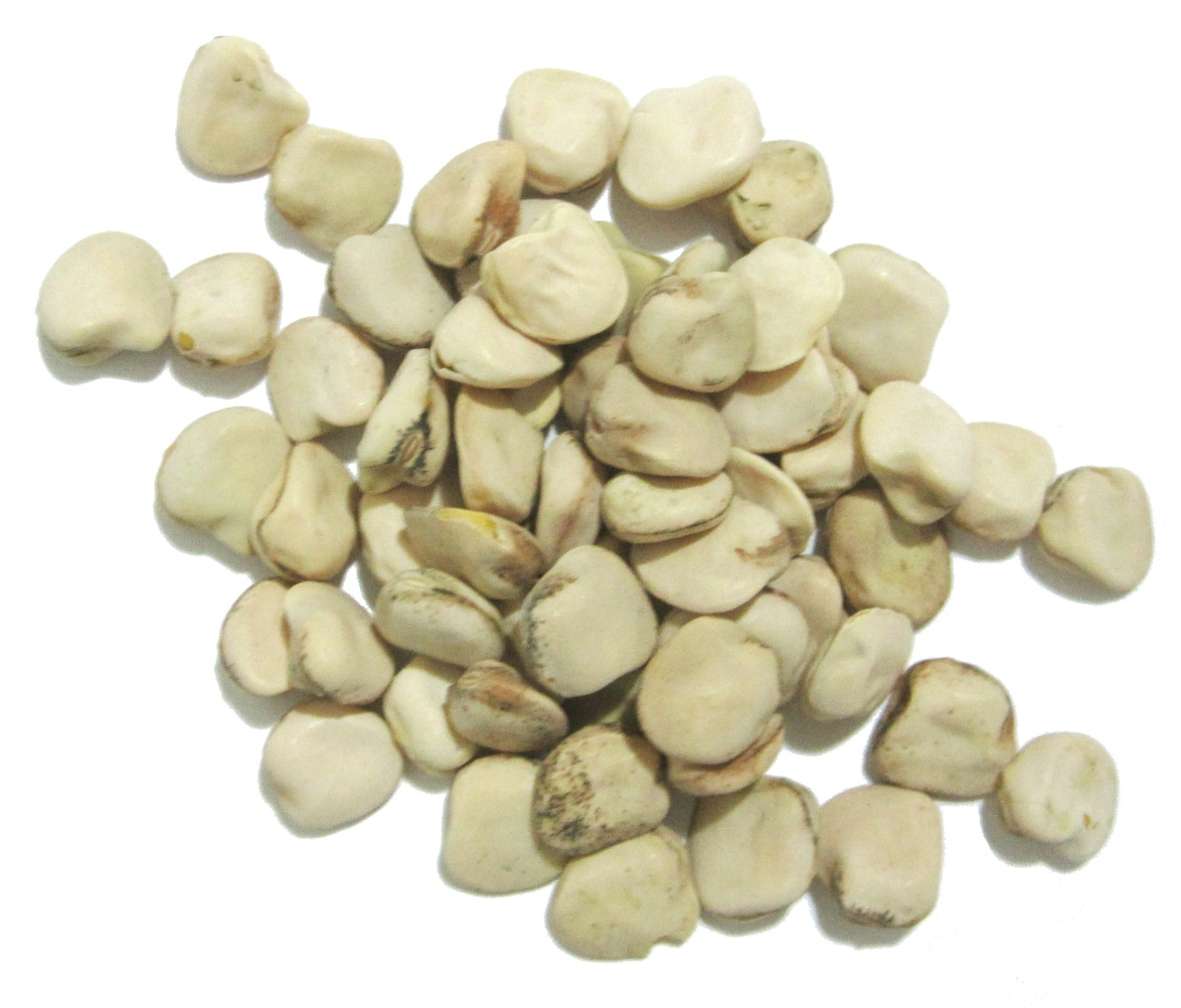
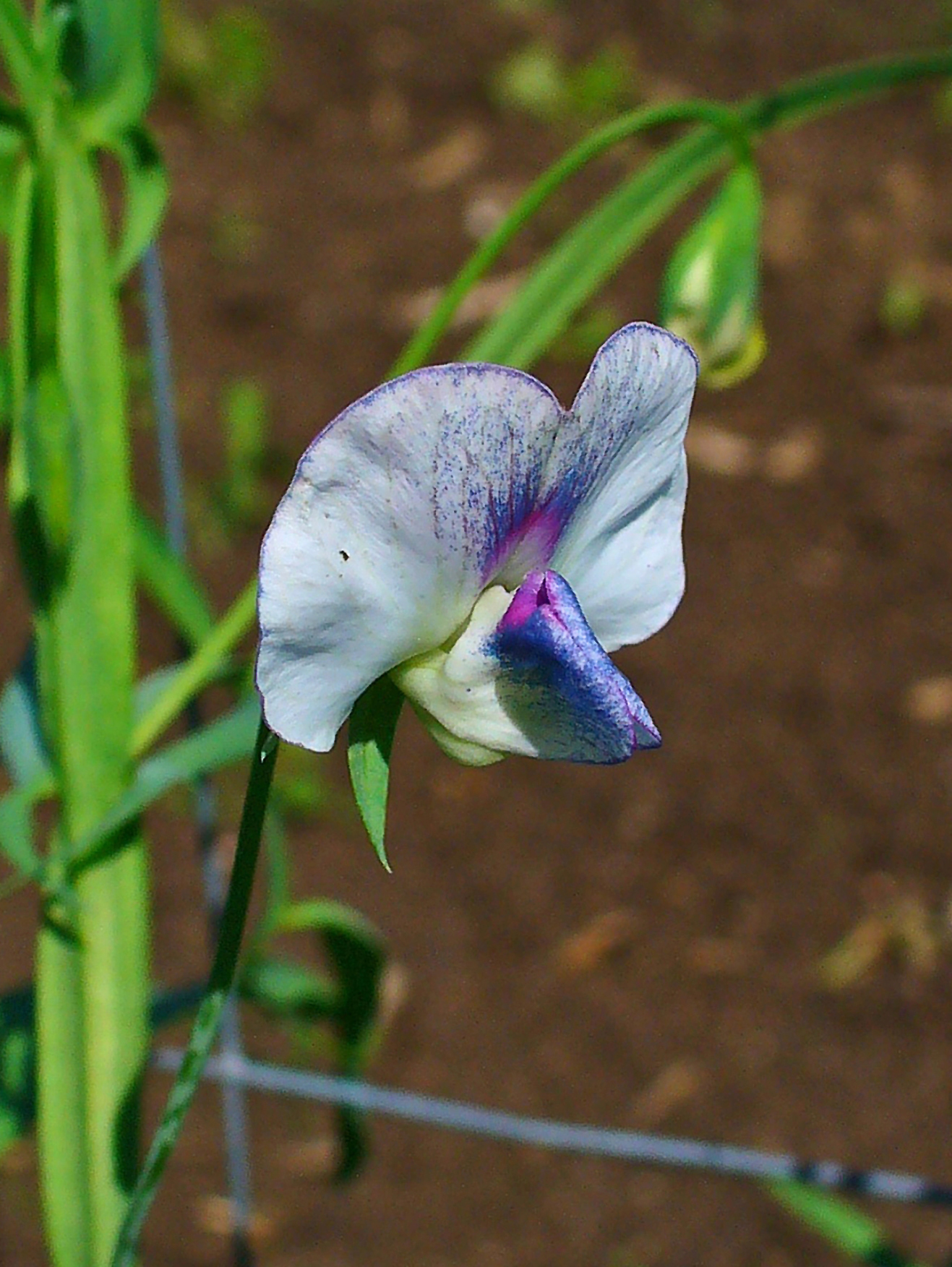